# Casais de Revelhos

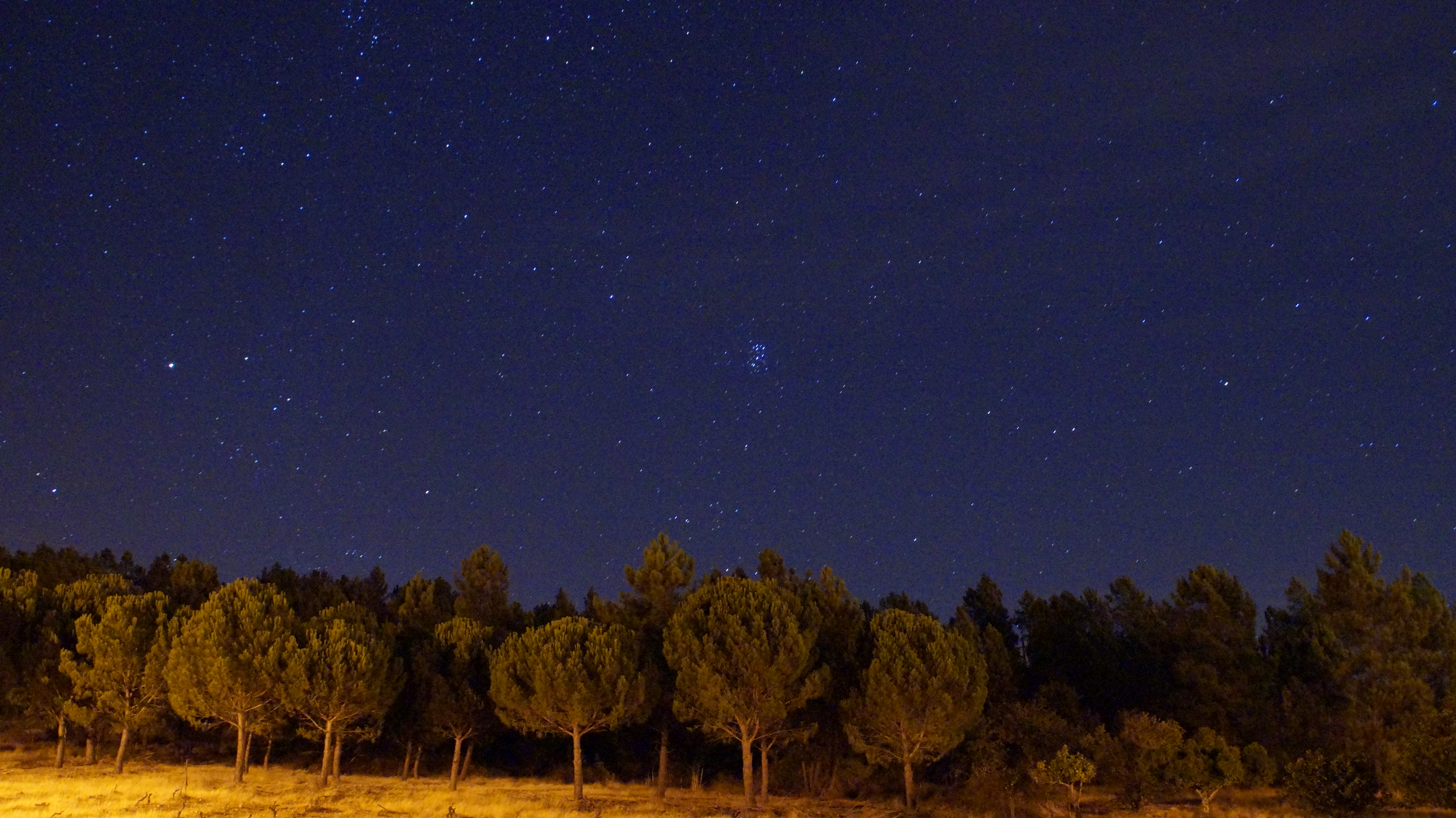
Casais de Revelhos: cel nocturn

Casais de Revelhos és un llogaret portuguès situat en la freguesia d'Abrantes (Sâo Vicente i Sâo João) i Alferrarede, al municipi d'Abrantes, amb prop de 700 habitants (al cens del 2001).
El llogaret és prop del centre del municipi -a uns quatre quilòmetres de la ciutat seu del municipi, Abrantes- i té com a veïns el municipi de Sardoal al nord-est, la freguesia de Mouriscas a l'est i l'antiga freguesia de Sâo Vicente a l'oest.

## Història
Hi ha una llegenda segons la qual fa molt de temps, possiblement al segle XVII, un home sense terra, i sota càstig dels senyors de la regió, se n'anà a habitar l'indret on és hui el llogaret. Es deia Revelo. S'instal·là en un lloc anomenat hui Lameirita. Passat un temps, la seua família s'hi aplegà, i hi sorgí el nom de Casais (Parelles) do Revelo, que es transformà en Casais de Revelhos. Encara hui hi ha unes ruïnes de la casa de Revelo a la part sud del llogaret.
El 1594, però, sorgeix aquesta referència al nom de la localitat al llibre del Tombo de la Misericòrdia: […] té l'Hospital dotze oliveres a Casais de Revelho a la vall de Besteiros[…]
L'adjectiu Revelho, segons Morals (Dic.,1891,p. 724), significa 'molt vell'.